# Ernest Pohl
Pour l’article homonyme, voir  Pohl .
 (mai 2012).
Si vous disposez d'ouvrages ou d'articles de référence ou si vous connaissez des sites web de qualité traitant du thème abordé ici, merci de compléter l'article en donnant les références utiles à sa vérifiabilité et en les liant à la section « Notes et références ».
Ernst Pohl (ou Pol 1952-1990)  (né le 11 novembre 1932 à Ruda Śląska en Silésie ; décédé le 12 septembre 1995 à Hausach en Allemagne) était un footballeur polonais de la minorité allemande de Silésie.

## Biographie
Il jouait au poste d'attaquant dans les années 1950-1960, notamment au Górnik Zabrze et en équipe de Pologne.
Avec 39 buts en 46 sélections, Pol est le 4e meilleur buteur de l'histoire de la sélection polonaise, derrière les trois légendes des années 1970 que sont Wlodzimierz Lubanski (48), Grzegorz Lato (45) et Kazimierz Deyna (41). 
Il a notamment inscrit un quadruplé contre la Norvège en 1956 et un quintuplé contre la Tunisie aux Jeux olympiques de 1960.

## Clubs
- Slavia Ruda Śląska
- Orzeł Łódź (1952-1953)
- Legia Varsovie (1954-1956)
- Górnik Zabrze (1957-1967)[1]